# Demper (blaasinstrument)

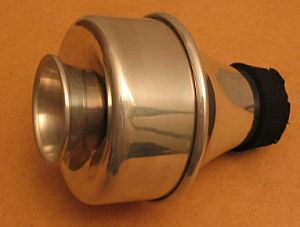
Wah-wah mute voor trompet

Een demper (it: sordino, en: mute) wordt gebruikt om de klankkleur van een aantal koperblaasinstrumenten aan te passen. Trompet en trombone dempers worden zowel in klassieke muziek als in jazz en lichte muziek gebruikt. In HaFaBra worden tegenwoordig dempers gebruikt op alle koperblazers, van Eb Cornet tot BBb bastuba.

## Soorten dempers
- Straight mute
- Cup mute
- Wah-wah mute of Harmon mute
- Hat of Derby mute
- Plunger
- Pixie
- Bucket mute of velvet
- Solo tone mute
- Stop mute